# Leuciacria acuta
Leuciacria acuta är en fjärilsart som beskrevs av Rothschild och Jordan 1905. Leuciacria acuta ingår i släktet Leuciacria och familjen vitfjärilar. Inga underarter finns listade i Catalogue of Life.